# Joshua Pascoe
Joshua Pascoe (25 de junio de 1996) es un actor británico, más conocido por haber interpretado a Ben Mitchell en la serie EastEnders. 

## Carrera
En octubre de 2010 se unió al elenco principal de la exitosa serie británica EastEnders, donde interpretó a Benjamin "Ben" Mitchell hasta el 24 de agosto de 2012.

## Filmografía
Televisión:
| Año         | Título     | Personaje    | Notas         |
| ----------- | ---------- | ------------ | ------------- |
| 2010 - 2012 | EastEnders | Ben Mitchell | 158 episodios |

## Premios y nominaciones
| Año  | Categoría           | Premio             | Serie      | Resultado |
| ---- | ------------------- | ------------------ | ---------- | --------- |
| 2012 | Villain of the Year | British Soap Award | EastEnders | Nominado  |